# الانتخابات البلدية السعودية 2015
الانتخابات البلدية السعودية في 2015 هي انتخابات المجالس البلدية في المملكة العربية السعودية التي جرت في شهر ديسمبر من عام 2015 وهي تعد ثالث انتخابات بلدية عامة في تاريخ السعودية بعد انتخابات 2005 و2011، تعد هذه الانتخابات الأولى في عهد الملك سلمان بن عبد العزيز آل سعود، وتشارك فيها للمرة الأولى المرأة كناخبة ومرشحة.

## الجدول الزمني
يبدأ قيد الناخبين وتحديث البيانات السابقة لمدة 23 يوما تبدأ في 22 أغسطس من عام 2015 و ينتهي قيد الناخبين في 14 سبتمبر 2015 ، و يبدأ في تسجيل المرشحين لمدة 17 يوما تبدأ في 30 اغسطس من عام 2015 و تنتهي في 17 سبتمبر 2015 ، و يكون يوم الاقتراع في 12 ديسمبر 2015 من الساعة الثامنة صباحاً وحتى الخامسة مساءاً.

## المراكز الانتخابية
يبلغ عدد المراكز الانتخابية اللتي خصصتها اللجنة العامة للإنتخبات البلدية ليوم الاقتراع 1263 مركزاً انتخابياً منها 424 مركز انتخابي مخصص للنساء وخصصت اللجنة العامة لإنتخابات المجالس البلدية 250 مركز انتخابي احتياط للضرورة.

## من يحق لهم التصويت والترشيح
يحق لكل مواطن ومواطنة من المدنيين وبلغ سنه 18 سنة هجرية فما فوق ويملك هوية وطنية وسجل قيده الانتخابي المشاركة في انتخابات المجالس البلدية السعودية. و يحق لكل مواطن ومواطنة من المدنيين الترشيح لعضوية المجالس البلدية في حالة أنه يحمل مؤهل لا يقل عن الثانوية العامة أو ما يعادلها ويبلغ سنه 25 سنة هجرية فما فوق وبعض الشروط الأخرى الخاصة بالمرشحين.

## عدد المجالس البلدية والأعضاء
يبلغ عدد المجالس البلدية 284 مجلس بلدي في مختلف مناطق ومحافظات المملكة العربية السعودية و عدد الأعضاء 3159 منهم 2106 عضو منتخبين يشكلون ثلثي أعضاء المجالس البلدية أي ما نسبته 70٪ من الأعضاء، وهناك 1053 عضو معينين من قبل وزير الشؤون القروية والبلدية نسبتهم من المجالس البلدية الثلث أي حوالي 30٪ من الأعضاء.

## الناخبين
بلغ عدد الناخبين المسجلين في قوائم الناخبين 1.7 مليون ناخب وناخبة

## الدوائر الانتخابية
بلغ عدد الدوائر الانتخابية 343 دائرة انتخابية موزعة على كافة مدن ومناطق المملكة العربية السعودية

## مراقبة الانتخابات
أعلنت جمعية حقوق الإنسان السعودية عن مشاركة 200 فرد منها لمراقبة العملية الانتخابية في مختلف مراكز الاقتراع في أنحاء البلاد

## النتائج
أعلن وزير الشؤون البلدية والقروية رئيس اللجنة العامة للانتخابات البلدية عبد اللطيف بن عبد الملك آل الشيخ نتائج الانتخابات البلدية في 2 ربيع الأول 1437 هـ الموافق 13 ديسمبر 2015، في 1296 مركزًا. وقد شهدت الانتخابات مشاركة 702.542 ناخبًا وناخبة بنسبة مشاركة بلغت 47.4% من إجمالي المقيدين، وفاز بعضوية المجالس البلدية 2.106 أعضاء. منها 20 سيدة فُزْنَ بما مجموعه 1% من مُجمل المقاعد الانتخابية.
| اسم اللجنة المحلية    | عدد الناخبين | عدد المقترعين | نسبة الاقتراع |
| --------------------- | ------------ | ------------- | ------------- |
| منطقة الرياض          | 260,846      | 116.128       | 44.5%         |
| العاصمة المقدسة       | 44.776       | 13.761        | 30.8%         |
| منطقة المدينة المنورة | 97.738       | 46.274        | 47.3%         |
| محافظة جدة            | 114.189      | 39.773        | 34.8%         |
| المنطقة الشرقية       | 222.778      | 91.678        | 41.2%         |
| منطقة القصيم          | 104.154      | 59.409        | 56%           |
| منطقة عسير            | 106.969      | 54.105        | 50.6%         |
| منطقة حائل            | 85.729       | 57.685        | 67.3%         |
| منطقة الباحة          | 26.568       | 14.281        | 53.8%         |
| منطقة تبوك            | 54.074       | 29.791        | 55.1%         |
| منطقة جازان           | 83.175       | 37.505        | 45.1%         |
| منطقة نجران           | 42.970       | 25.869        | 60.2%         |
| منطقة الجوف           | 47.417       | 31.424        | 66.3%         |
| منطقة الحدود الشمالية | 48.131       | 35.746        | 74.3%         |
| محافظة الطائف         | 59.050       | 27.467        | 46.5%         |
| محافظة الأحساء        | 81.547       | 21.612        | 26.5%         |